# Фотосфера
Фотосфера је слој Сунца (или друге звезде) који непосредно видимо (кроз нагарављено стакло или филтар за Сунце) и називамо Сунчевом површином. Фотосфера, која је први слој Сунчеве атмосфере, је висине 200-300 km, и са ње се зрачи светлост коју примамо од Сунца. Фотосфера је непрозрачна и због тога не можемо видети дубље слојеве Сунца од ње.
Звезде као гасовита тела немају јасну површину. Зрачење се емитује са различитих висина Сунчеве атмосфере, у зависности од таласне дужине тог зрачења. Фотосферу дефинишемо као слој атмосфере Сунца из којег се одашиље већина фотона које посматрамо, а за различита зрачења (односну таласне дужине) постоје и различите фотосфере - инфрацрвена, радио итд. Сунце своју енергију најинтезивније зрачи у видљивом зрачењу, на таласној дужини од приближно 500 nm и на фотосферу тог зрачења углавном се мисли када се каже фотосфера, тј. површина Сунца.
На фотосфери се могу уочити пеге, факуле, флокуле, као и зрнаста структура површине састављена од гранула (пречника од више стотина километара) која је у непрекидном кретању (избијању на површину хладније, а понирању топлије масе). Температура се креће од 7000°C у дубљим слојевима до 4000°C у вишим деловима. По саставу преко 99% су водоник и хелијум.